# Gorges (Somma)
Gorges – miejscowość i gmina we Francji, w regionie Hauts-de-France, w departamencie Somma.
Według danych na rok 1990 gminę zamieszkiwały 42 osoby, a gęstość zaludnienia wynosiła 9 osób/km² (wśród 2293 gmin Pikardii Gorges plasuje się na 955. miejscu pod względem liczby ludności, natomiast pod względem powierzchni na miejscu 907.).